# Station Chushojima

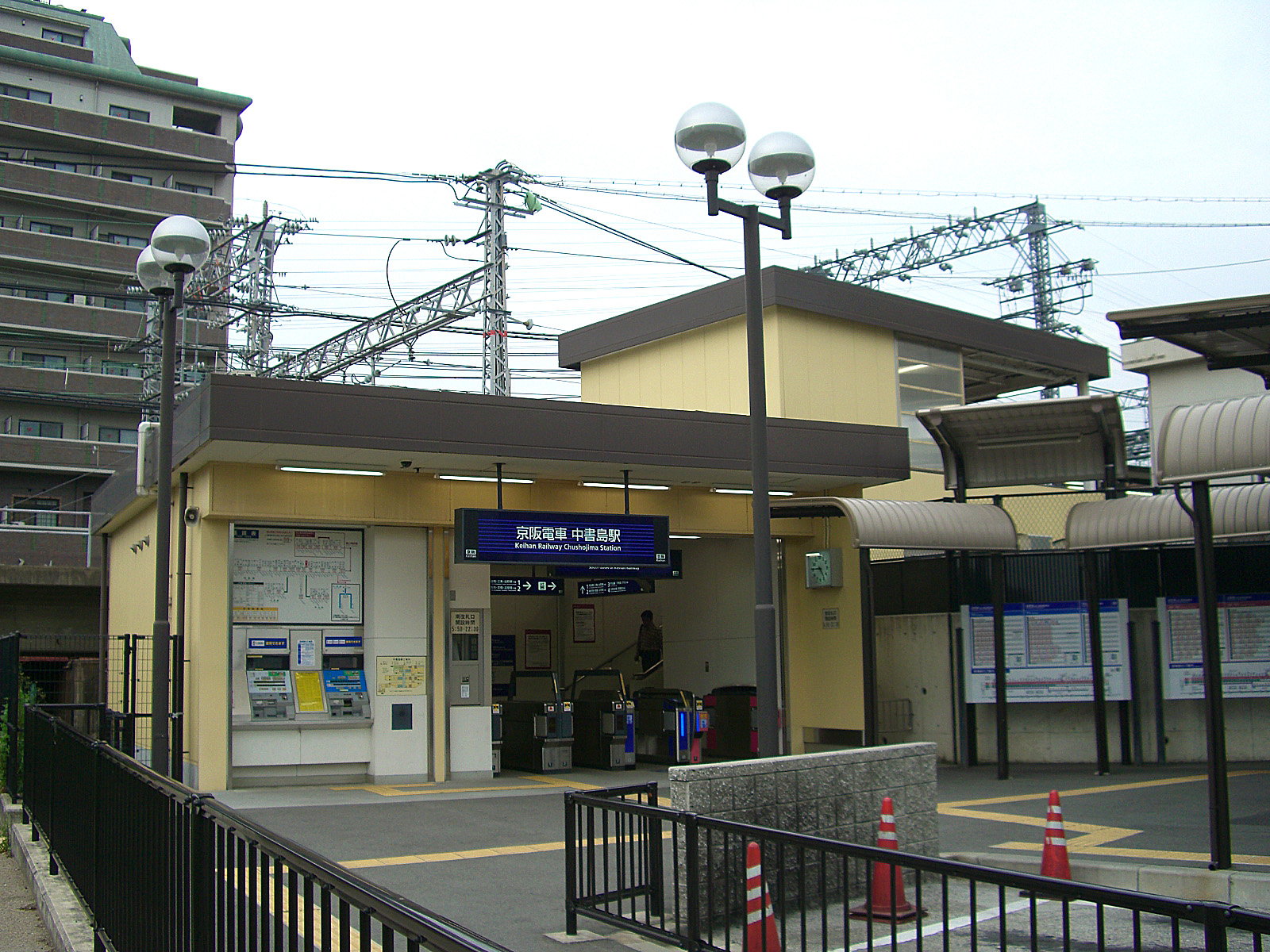
De zuidingang.

Station Chūshojima (中書島駅, Chūshojima-eki) is een spoorwegstation in de wijk Fushimi-ku in de Japanse stad Kyoto. Het wordt aangedaan door de Keihan-lijn en de Uji-lijn. Het station heeft in totaal vier sporen, gelegen aan twee zijperrons en een enkel eilandperron. Van de Uji-lijn is het station tevens het beginpunt.

## Lijnen

### Keihan
| 1   | ■ Keihan-lijn | richting Sanjō en Demachiyanagi                            |
| 2   | ■ Keihan-lijn | richting Hirakatashi, Kyōbashi, Yodoyabashi en Nakanoshima |
| 3,4 | ■ Uji-lijn    | richting Rokujizō en Uji                                   |

## Geschiedenis
Het station werd in 1910 geopend en in 1913 kreeg de Uji-lijn een halte aan het station, In 1947 en 1975 werden er nieuwe stations gebouwd.

## Overig openbaar vervoer
Bussen van het stadsnetwerk van Kioto en Keihan.

## Stationsomgeving
Het station is vernoemd naar het eiland waar het zich op bevindt, Chūshojima. Voor de oorlog bestond er een rosse buurt, maar er is vandaag de dag weinig dat hieraan herinnert.
- Voormalige haven van Fushimi, thans het Fushimi havenpark.
- Ujigawa-park
- Teradaya (een voormalige herberg waar er in 1866 een aanslag plaatsvond op Ryōma Sakamoto)
- Chōken-tempel
- Kizakura Kappa Country (themapark)
- Lawson
- FamilyMart

Chūshojima · Kangetsukyō · Momoyama-Minamiguchi · Rokujizō · Kowata · Ōbaku · Mimurodo · Uji